# 道の駅瀧之拝太郎
道の駅瀧之拝太郎（みちのえき たきのはいたろう）は、和歌山県東牟婁郡古座川町小川にある和歌山県道43号那智勝浦古座川線の道の駅である。

## 施設
当道の駅は、建物面積が約103平方メートルしかなく、和歌山県内では最も小さい道の駅となっている（駐車場を除く、札幌テレビ放送『どさんこワイド』が調査した2019年時点）。なお、小学館『週刊ポスト』の調査では、有田郡有田川町にある道の駅しらまの里が日本一小さい道の駅としている（2018年時点）。
- 駐車場 - ヘリポート兼用となっている[5]。
  - 普通車：40台
  - 身障者用：2台
- トイレ
  - 男：大・小 6器
  - 女：4器
  - 身障者用：1器
- 休憩スペース（東屋）
- 瀧之拝太郎の店[1][2]
  - 情報コーナー（8:30 - 17:15、祝日・年末年始を除く平日のみ）
  - 物産販売コーナー（11:00 - 15:00、土曜日・日曜日・祝日のみ）[3]

### 管理団体
- 古座川町

## 休館日
- 情報コーナー：土曜日・日曜日・祝日・年末年始
- 物産販売コーナー：平日

## アクセス
- 和歌山県道43号那智勝浦古座川線 - 登録路線

## 周辺

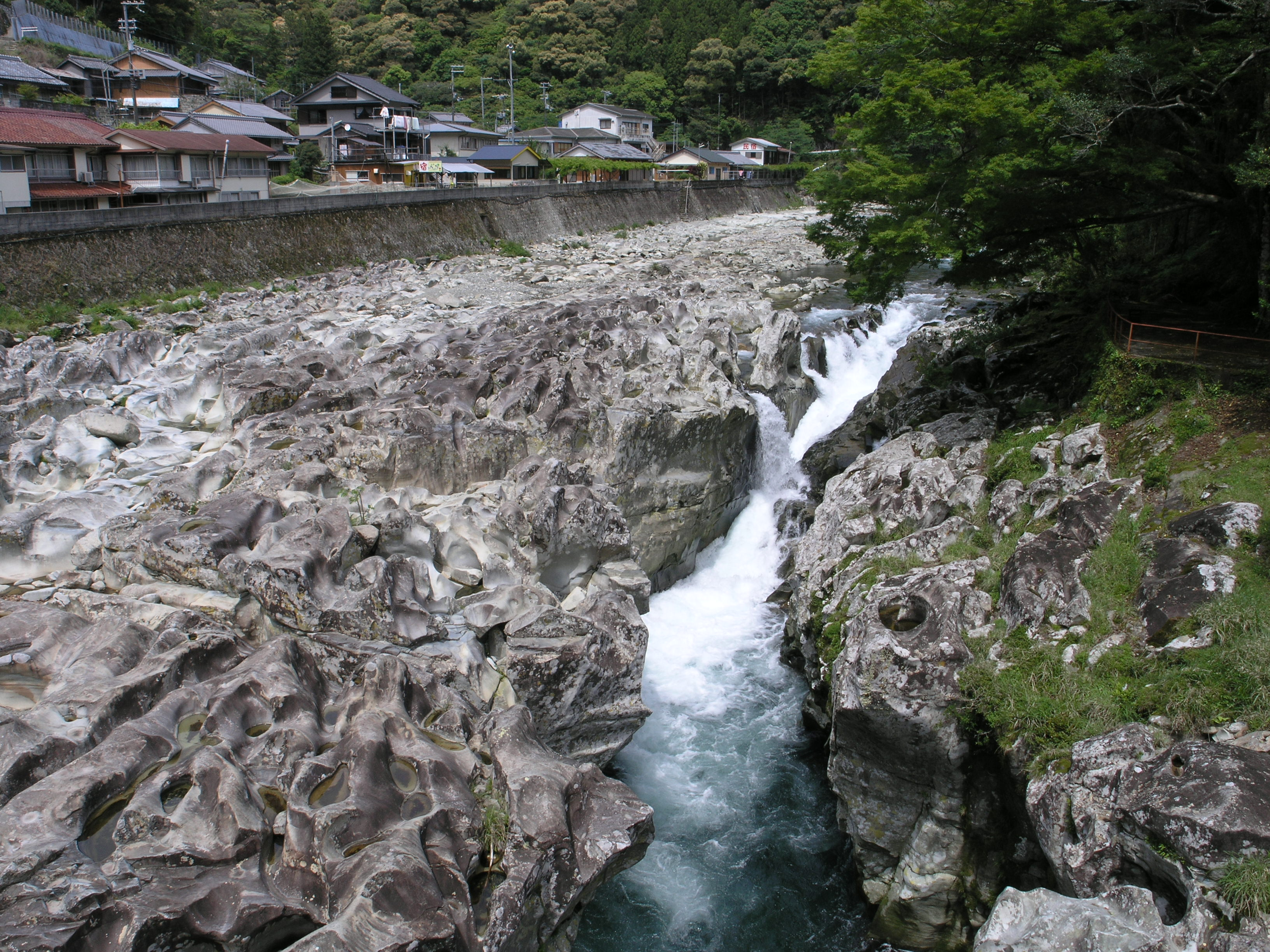
道の駅の側にある滝の拝

- 滝の拝（古座川支流・小川の渓流瀑）[5]